# تصویربرداری نوری

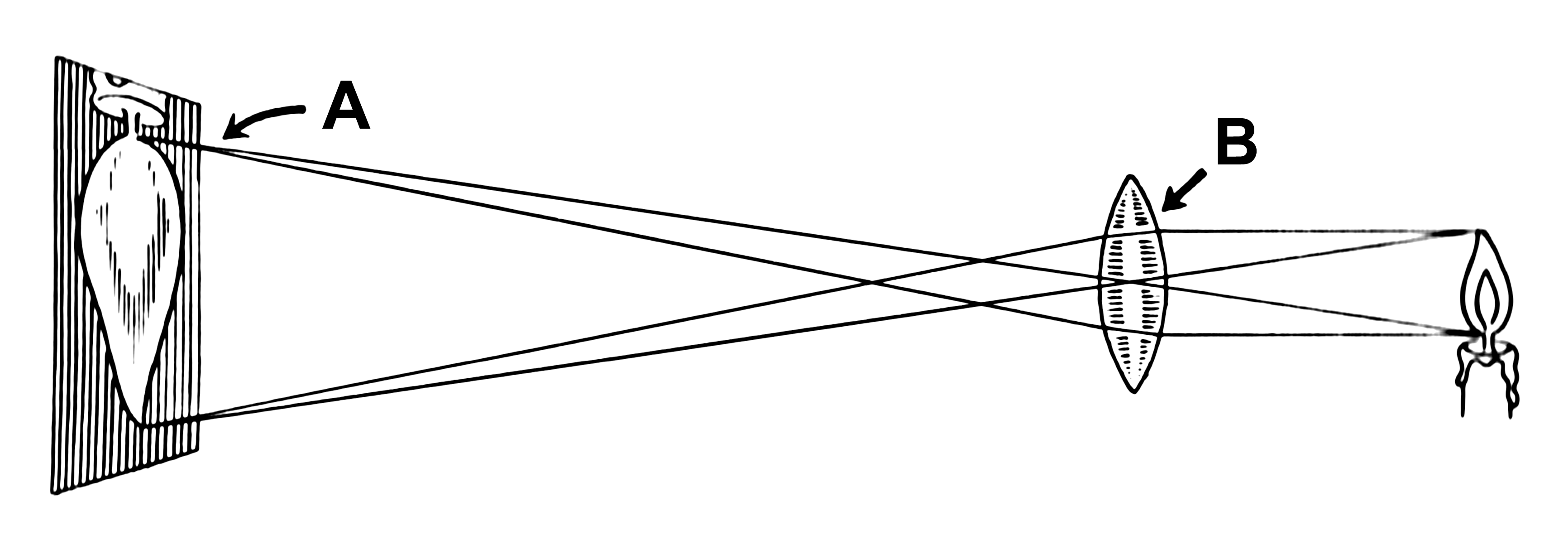
طرح‌نگاره‌ای طبیعی از نمایش یک‌جسم از طریق لنز

تصویربرداری نوری یکی از فنون تصویربرداری است.

## مقطع‌نگاری پخش نوری
مقطع‌نگاری پخش نوری (DOT) یک روش تصویربرداری کیفی زیست‌پزشکی است که بر اساس فناوری نوری فروسرخ نزدیک بنا نهاده شده‌است. پرتونگاری مقطعی پخش نوری  نوعی روش تصویربرداری است که توزیع فضایی ویژگی‌های نوری ذاتی (مثل ضریب جذب، پراکندگی و شکست) بافت را در میان و در کنار مرزهای آن توسط اندازه‌گیری نور فروسرخ فراهم می‌کند. از ویژگی‌های برجسته پرتونگاری مقطعی پخش نوری می‌توان اندازه‌گیری پارامترهای عملکردی (مثل Hb، HbO2، H2O، لیپید و...)، سلولی (چگالی، اندازه و...) و مولکولی (O2، آنزیم و...) نام برد. به علاوه از مقطع‌نگاری پخش نوری می‌توان به عنوان ابزاری برای کاربری‌های قابل حمل در کنار بیمار با هزینه‌ای کم نسبت به روش‌های تصویر برداری دیگر و با پرتویی غیر یونیزه‌کننده بر خلاف خیلی از روش‌های دیگر مثل تصویر برداری پرتوی ایکس و گاما استفاده کرد.
محیط بافت از لحاظ نوری، محیطی پراکننده و ناهمسانگرد بوده و وجود کلروفورهایی مانند هموگلوبین، ملانوزوم و دیگر سلول‌های زیستی سبب می‌شود تا مقدار زیادی از انرژی نور در بافت جذب شود. در نتیجه، چهار عامل پراکندگی، ناهمسانگردی، جذب و تابناکی (فلورسانس) باعث می‌شود تا پاسخ نوری بافت پیچیده باشد.

## کاربردها
مقطع‌نگاری پخش نوری در حوزه‌های مختلف علم پزشکی کاربرد دارد. برای تصویر برداری از پستان، پرتونگاری مقطعی پخش نوری این توانایی را دارد که تصویری کیفی با کانتراست نوری بالا در حضور خون، آب و لیپید به خوبی ساختار سلولی توسط اندازه‌گیری یک اختلاف فاز برای تشخیص تومورهای بدخیم ارائه دهد.
مقطع‌نگاری پخش نوری می‌تواند فعالیت دستگاه عصبی و عملکرد مغز را به صورت زمان واقعی نشان دهد. در این روش، لیزری با نور فرو سرخ نزدیک روی جمجمه قرار می‌گیرد و دسته‌ای آشکار ساز متصل به فیبر نوری به فاصله چند سانتیمتر از منبع روی جمجمه قرار می‌گیرند. چگونگی تغییر مسیر نور در اثر جذب و پراکندگی در طی عبور نور از بافت مغز توسط آشکارسازها ثبت می‌شود.
این روش دو دسته داده به ما ارائه می‌دهد، دسته اول آن‌هایی که حاصل از اندازه‌گیری جذب نور می‌باشند که تجمع مواد را در مغز نشان می‌دهد. دوم آن‌هایی که به مشخصات فیزیولوژیکی و رشته‌های عصبی مربوط می‌شوند که برافروختن عصبی را نشان می‌دهد.
تصویربرداری از مفاصل هم توسط پرتونگاری مقطعی پخش نوری اخیراً کشف شده‌است که می‌توان توسط آن تشخیص اولیه و روند پیشرفت بیماری‌هایی مثل آرتروز را مشاهده کرد.
از کاربردهای دیگر پرتونگاری مقطعی پخش نوری می‌توان تشخیص سرطان پرستات و مشاهده پاسخ تومور به شیمی درمانی یاد کرد.
پرتونگاری مقطعی پخش نوری با مدولاسیون‌های فرکانس دامنه، زمان دامنه یا موج پیوسته مورد استفاده قرار می‌گیرد. در روش فرکانس دامنه بر خلاف روش زمان دامنه از لیزر پالسی استفاده نمی‌شود به همین دلیل ارزان تر است اما بخاطر عدم وجود پهنای پالس در آن تصویر ما وضوح زمانی کمتری خواهد داشت.
وضوح فضایی پرتونگاری مقطعی پخش نوری در حد چند میلی‌متر است که نسبت به خیلی از روش‌های تصویر برداری دیگر قابل تحسین است.

## مشکلات کار با مقطع‌نگاری پخش نوری
بافت یک محیط کدر با پراکندگی بالا است پس نور یک مسیر پیچیده را طی می‌کند و سیگنال به سرعت میرا می‌شود.

در تصویر برداری فرکانس دامنه حتی با مدولاسیون دامنه چند صد مگا هرتز، طول موج موج چگالی فوتونی پخش  (DPDW) در حد چند ده سانتی متر است بنابراین پرتونگاری مقطعی پخش نوری توانایی تصویر برداری میدان نزدیک را دارد.
در تصویر برداری زمان دامنه تعداد فوتون‌هایی که مسیر مستقیم را طی می‌کنند خیلی کم است بنابراین داده‌گیری مشکل خواهد بود.

نویز موجود در سیستم پیچیده‌است.(در اینجا بخاطر وجود تقویت‌کننده نویز گرمایی داریم و هم شات نویز که ناشی از طبیعت کوانتمی منبع می‌باشد.)

داده‌های دریافت شده به عنوان سیگنال ممکن است چندین مرتبه از داده‌های پس‌زمینه کوچکتر باشند.